# پورتیا وودمن
پورتیا وودمن (انگلیسی: Portia Woodman؛ زادهٔ ۱۲ ژوئیهٔ ۱۹۹۱) ورزشکار راگبی ۷ نفره اهل نیوزیلند است.
وی در مسابقات کشوری و بین‌المللی در مجموع برندهٔ ۳ مدال طلا، ۱ مدال نقره شده‌است.